# Sophie Hijlkema
Sophie Hijlkema (Leeuwarden, 27 juni 1992) is een Nederlandse radio-dj bij NPO 3FM. Zij is begonnen bij Midpoint FM. Daarnaast doet zij voice-over werk.

## Carrière
Hijlkema studeerde journalistiek aan het Windesheim in Zwolle. Daarna studeerde ze muziek aan de Academie voor Popcultuur in Leeuwarden. Ze startte haar radiowerkzaamheden in 2017 bij NPO Campus. In september 2017 kreeg Hijlkema een plek in de nacht bij AVROTROS op NPO 3FM, van 4.00 tot 6.00 uur. In het voorjaar van 2020 nam Hijlkema tijdelijk het dagelijkse programma Twee Vier over van Herman Hofman, die afwezig was vanwege een burn-out.
Vanaf halverwege juli 2022 tot begin november 2022 verving ze de zwangere Jorien Renkema op werkdagen tussen 9.00 en 12.00 uur. Ook verving ze Renkema bij andere momenten van afwezigheid. In september 2022 maakte 3FM bekend dat Hijlkema samen met Mart Meijer, die overkwam van Radio 538, vanaf 12 november op zaterdag en zondag een show ging presenteren van 9.00 tot 12.00 uur. Vanaf januari 2023 presenteerden zij samen hun programma van 7.00 tot 10.00 uur. Vanaf 26 februari 2024 is Sophie solo van maandag tot en met vrijdag te beluisteren tussen 13.00 en 16.00 uur.
In 2020 won Hijlkema de Marconi Award voor aanstormend talent. In 2018 was ze kandidaat voor de Gouden RadioRing en RadioSter.

### 3FM Serious Request
In november 2020 werd bekendgemaakt dat zes dj's zich voor het programma 3FM Serious Request een week zouden laten opsluiten in een loods op Twente Airport. Hijlkema werd vergezeld door Frank van der Lende, Eva Koreman, Sander Hoogendoorn, Rob Janssen en Wijnand Speelman. In die week werd er geld opgehaald voor de bestrijding van het coronavirus. De actie was in samenwerking met het Rode Kruis. De eindstand was € 1.601.923.
Van 18 tot en met 24 december 2022 zat ze met samen Rob Janssen en Barend van Deelen in het Glazen Huis in Amersfoort voor de actie 'Het vergeten kind'.
In de week voor Kerstmis in 2023 nam ze weer plaats in het Glazen Huis, dat ditmaal in Nijmegen stond, nu met van Deelen en Speelman, voor de actie voor onderzoek naar de spierziekte ALS. Zij mochten tijdens de actie geen vast voedsel eten en geen mobiele telefoon hebben. De eindstand werd op zondag 24 december bekendgemaakt en was hoger dan de zes voorgaande jaren: € 7.502.981.
In 2024 gingen dezelfde drie dj's weer in het Glazen Huis, dat in het centrum van Zwolle werd opgesteld. De actie vond plaats voor Metakids, kinderen die aan een metabole ziekte lijden. Er werd een nieuw record gevestigd. Na drie dagen, op 21 december, stond de teller op €5.135.904. Ook dit keer waren telefoons en vast voedsel verboden waar voor de dj's. De eindstand werd op 24 december om 20:13 uur bekendgemaakt en bedroeg €11.513.485 en daarmee werd ook een nieuw record gevestigd.